# Тань Лянде
Тань Лянде (14 липня 1965) — китайський стрибун у воду.
Призер Олімпійських Ігор 1984, 1988, 1992 років.
Призер Чемпіонату світу з водних видів спорту 1986, 1991 років.
Переможець Азійських ігор 1986, 1990 років, призер 1982 року.
Переможець літньої Універсіади 1985, 1987 років.